# DBL All-Star Game U23 MVP
De DBL All-Star Game U23 MVP is een individuele basketbalprijs in de Dutch Basketball League die ieder jaar wordt uitgereikt aan de beste speler tijdens de U23 All-Star Game op het All-Star Gala. In deze wedstrijd spelen de beste spelers onder de 23 jaar tegen elkaar. De prijs wordt na de wedstrijd uitgereikt.

## Winnaars
| Jaar | Nat.                      | Naam                  | Pos. | Club                          | Stad             |
| ---- | ------------------------- | --------------------- | ---- | ----------------------------- | ---------------- |
| 2004 | Vlag van Verenigde Staten | Stanley Ocitti        | C    | Cape Holland Den Helder       | Den Helder       |
| 2005 | Vlag van Nederland        | Marcel Aarts          | C    | Tulip Den Bosch               | 's-Hertogenbosch |
| 2006 | Vlag van Nederland        | Nenad Cvjetkovic      | PF   | BC Omniworld Almere           | Almere           |
| 2007 | Vlag van Nederland        | Sjors Besseling       | SF   | Zorg en Zekerheid Leiden      | Leiden           |
| 2008 | Vlag van Nederland        | Jeroen Slor           | PF   | Rotterdam Challengers         | Rotterdam        |
| 2009 | Vlag van Nederland        | Jeroen van Vugt       | SG   | EiffelTowers Den Bosch        | 's-Hertogenbosch |
| 2010 | Vlag van Nederland        | Joost Padberg         | PF   | De Friesland Aris             | Leeuwarden       |
| 2011 | Vlag van Nederland        | Jeroen van der List   | PF   | EiffelTowers Den Bosch        | 's-Hertogenbosch |
| 2012 | Vlag van Nederland        | Kiran Celaire         | PG   | Magixx Playing for KidsRights | Wijchen          |
| 2013 | Vlag van Nederland        | Craig Osaikhwuwuomwan | C    | Aris Leeuwarden               | Leeuwarden       |
| 2014 | Vlag van Nederland        | Quincy Treffers       | PF   | Den Helder Kings              | Den Helder       |
| 2015 | Vlag van Litouwen         | Vaidas Tamasauskas    | G    | Challenge Sports Rotterdam    | Rotterdam        |